# Akebia quinata
Akebia quinata és una espècie de planta enfiladissa llenyosa, caducifòlia o semicaducifòlia, de la família de les lardizabalàcies (Lardizabalaceae) originària del Japó, Xina i Corea. Les seves flors fan olor de xocolata i els fruits tenen una llavor gelatinosa comestible. De les tiges tradicionalment se'n fan cistells. A la medicina tradicional xinesa es fa servir com planta medicinal, especialment per a promoure la lactació i com diürètic.

## Galeria
|                                                      |       |        |
| uan flor femenina i cinc de masculines al Mont Ibuki | fruit | dibuix |